# بلاك كريك (ويسكونسن)
بلاك كريك (بالإنجليزية: Black Creek (town), Wisconsin)‏ هي بلدة تقع بولاية ويسكونسن في الولايات المتحدة. تبلغ مساحتها 90 (كم²)، وترتفع عن سطح البحر 254.5 م، بلغ عدد سكانها 1259 نسمة في عام 2010 حسب إحصاء مكتب تعداد الولايات المتحدة .

## وصلات خارجية
- www.BlackCreekWI.org
- The US50 - Cities and Towns in Wisconsin State
- Wisconsin Cities and Towns, Facts, Map, Flag, Colleges, Government, and More